# Führer der Motorbootsverbände Niederlande
Der Führer der Motorboot(s)verbände Niederlande (kurz F.d.Mot.) war eine Dienststelle der Kriegsmarine.

## Geschichte
Die Dienststelle des Führers der Motorbootverbände Niederlande wurde im Januar 1941 im Bereich des Marinebefehlshaber Niederlande eingerichtet und hatte den Sitz der Dienststelle in Den Haag. Die beim Marinebefehlshaber bereits bestehenden Flottillen wurden der neuen Dienststelle unterstellt.
Die Hafenschutzflottille Südholland kam im Dezember 1941 zum Kommandant der Seeverteidigung von Südholland. Ab September 1942 war die Dienststelle in Dordrecht.
Ab Herbst 1944 trat die neu aufgestellte Fährflottille Waal zum Verband. Die Dienststelle wurde Anfang März 1945 aufgelöst.

## Gliederung 1941
- Donauflottille (von Mai 1940 bis April 1941, dann Rückverlegung auf die Donau)
- Flussräumflottille Niederlande (von Dezember 1940 bis Februar/März 1945, anschließend Abgabe der meisten Boote an die Rheinflottille)
- Rheinflottille (von August 1940 bis 1945, anschließend Abgabe der meisten Boote an die Flussräumflottille Niederlande)
- Maasflottille (von April 1941 bis Februar/März 1945, anschließend Abgabe der meisten Boote an die Rheinflottille)
- Hafenschutzflottille Holland (im Juni 1941 zur Hafenschutzflottille Südholland umbenannt, bis Dezember 1941)

## Führer der Motorbootverbände Niederlande
- Korvettenkapitän Hans Stubbendorff: von der Einrichtung im Januar 1940 bis April 1941, später Flottillenchef der Donauflottille
- Korvettenkapitän Gustav Strempel: von April 1941 bis Januar 1942, später Chef der 3. Landungsflottille
- Kapitänleutnant Hanns Mitzka: von Januar 1942 bis März 1942 mit der Wahrnehmung der Geschäfte beauftragt
- Korvettenkapitän Alfred Griesinger: von März 1942 bis September 1944
  - Korvettenkapitän Erich Schimmelpfennig: von Dezember 1943 bis März 1944 in Vertretung
- Korvettenkapitän Heinrich Engel: von September 1944 bis März 1945